# マルク・デルマ
マルク・マリー・ジャン・バティスト・デルマ（Marc Marie Jean Baptiste Delmas, 1885年3月28日 - 1931年11月30日）は、フランスの印象主義の作曲家、著作家。

## 生涯
デルマはサン＝カンタンに生まれた。パリ音楽院に入学した彼は、グザヴィエ・ルルーとポール・ヴィダルに師事し、1911年に『Anne Marie』でロッシーニ賞、カンタータ『Le et la Fée Poète』でローマ大賞の次席を受賞、その後クレッセント賞（Prix Cressent）とアンブロワーズ・トマ賞も受賞している。1914年、デルマとマルセル・デュプレがローマ大賞選考において同点の1位となり、勝者を決めるべくサン＝サーンスが呼び出された。サン＝サーンスがデュプレに票を投じたため、デルマは2等賞に甘んじることになった。
デルマはパリで音楽を教える傍ら、著名な音楽家の伝記を著す仕事をした。彼は合唱運動に参加し、Conseil Superieur de la Musique Populaireの一員でもあった。彼はパリで46年の生涯を閉じた。

## 主要作品

### 音楽作品
デルマは多作家であり、主に舞台音楽で知られる。他にも合唱曲や室内楽曲を遺している。
- オペラ『Laïs』 1908年
- オペレッタ『Sylvette』 1932年
- オペラ・コミック『Camille』[5]
- ホルンとピアノのための『Balade féerique』
- 『クラリネットとピアノのためのプロムナード』 1920年
- ヴァイオリンと管弦楽のための狂詩曲『Lusacienne』 1928年
- フルートとピアノのための『Choral et Variations』 Op.37
- Messe de requiem
- 独唱のための『Le Masque』
- ピアノとクラリネットのための『Fantaisie Italienne』

### 著作
- 『Gustave Charpentier et le Lyrisme Francais』 1931年
- 『Georges Bizet, 1838-1875』 1930年[2]